# 我們的島
《我們的島》（英語：Our Island）是公共電視文化事業基金會新聞部製播的一個新聞性節目，以台灣的環境問題為節目主題。

## 播出時間
| 頻道     | 所在地 | 播映日期      | 播出時間          |
| -------- | ------ | ------------- | ----------------- |
| 公視主頻 | 臺灣   | 1998年11月1日 | 每週一22:00-23:00 |

## 主持人

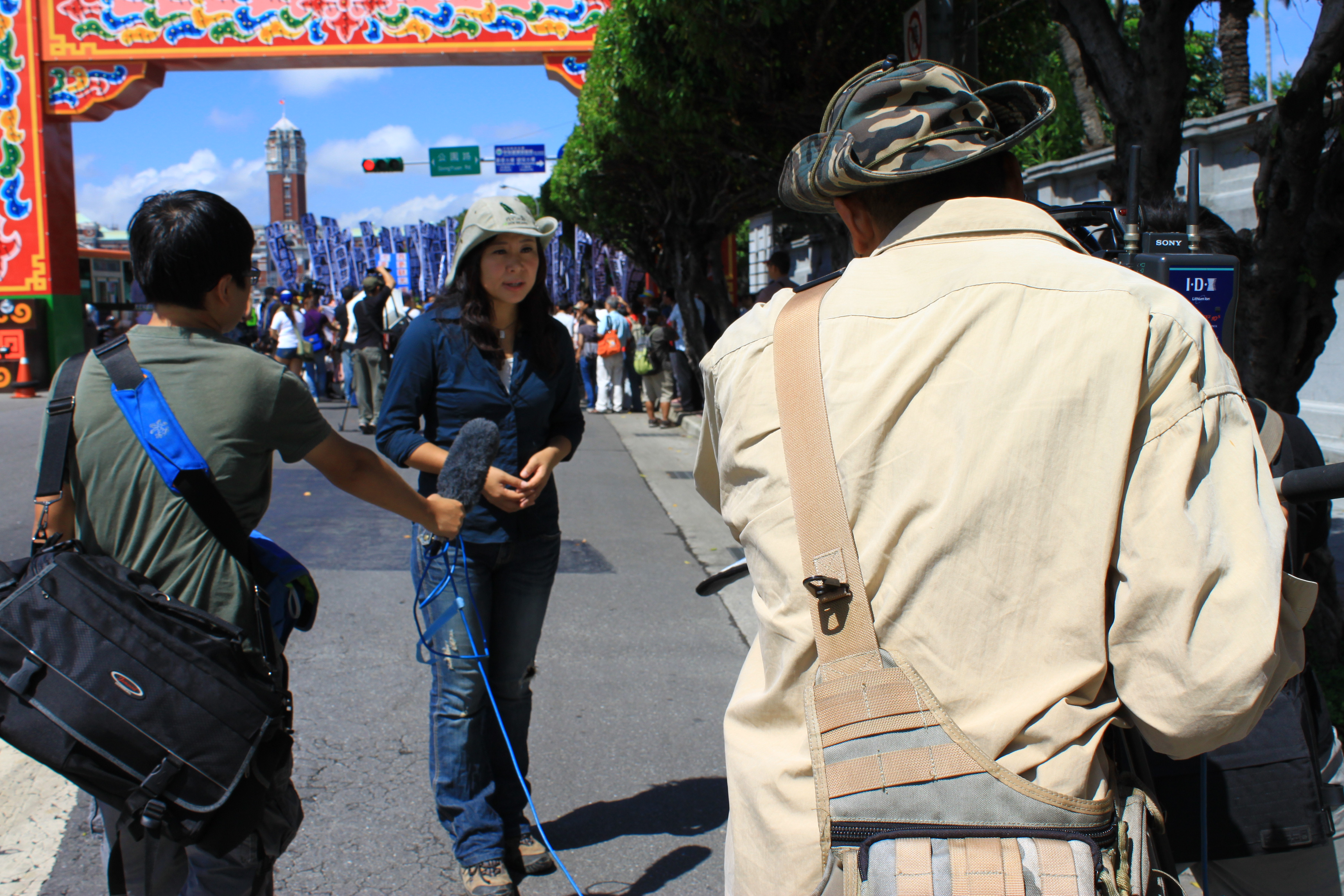
《我們的島》採訪反國光石化遊行，講話者為于立平

- 開播時無主持人，2000年代後期由製作人立平兼任第一代主持人。目前節目型態沒有主持人

## 獲獎紀錄
| 年份   | 獲提名                          | 獎項                                                | 結果 |
| ------ | ------------------------------- | --------------------------------------------------- | ---- |
| 1999年 | 【漁季不再來】                  | 永續台灣報導獎 影片報導獎第二名                     | 獲獎 |
| 2000年 | 【原鄉逝水】                    | 東京地球環境映像祭                                  | 入選 |
| 2000年 | 【原鄉逝水】                    | 台灣國際紀錄片雙年展 台灣：生命的風景專題觀摩片     | 參展 |
| 2000年 | 【原鄉逝水】                    | 生態文學暨報導獎 影片組佳作                         | 獲獎 |
| 2000年 | 【國家共匪‧美麗的錯誤】         | 東京地球環境映像祭                                  | 入選 |
| 2000年 | 【國家共匪‧美麗的錯誤】         | 台灣國際紀錄片雙年展 台灣：生命的風景專題觀摩片     | 參展 |
| 2000年 | 【國家共匪‧美麗的錯誤】         | 文建會地方文化紀錄影帶獎 佳作                       | 獲獎 |
| 2000年 | 【光復大路】                    | 台灣國際紀錄片雙年展 台灣：生命的風景專題觀摩片     | 參展 |
| 2000年 | 【不安的大地】                  | 第三屆永續台灣報導獎 影片報導獎首獎                 | 獲獎 |
| 2000年 | 【不安的大地】                  | 文建會地方文化紀錄影帶獎 佳作                       | 獲獎 |
| 2000年 | 我們的島 節目                   | 電視金鐘獎 新聞節目獎                               | 入圍 |
| 2000年 | 我們的島 節目                   | 亞洲電視獎 最佳雜誌性節目獎                         | 入圍 |
| 2002年 | 我們的島 節目                   | 電視金鐘獎 文教資訊節目獎                           | 入圍 |
| 2004年 | 【野生動物救援】系列            | 競報NPO媒體報導獎 電視報導類首獎                    | 獲獎 |
| 2004年 | 【工業遺毒】                    | 第三屆卓越新聞獎 電視報導類                         | 獲獎 |
| 2004年 | 【塑膠寄居蟹】                  | 第十三回東京地球環境映像祭                          | 入選 |
| 2004年 | 【塑膠寄居蟹】                  | 第一屆韓國首爾綠色影展                              | 獲邀 |
| 2005年 | 【大甲溪的哀愁】                | 第三十一屆曾虛白先生新聞獎 電視報導類               | 獲獎 |
| 2005年 | 我們的島 節目                   | 第一屆社會公器獎                                    | 入圍 |
| 2005年 | 【塑膠寄居蟹】                  | 德國NaturVision自然暨野生動物國際影展               | 入圍 |
| 2005年 | 【塑膠寄居蟹】                  | 宜蘭綠色影展                                        | 獲邀 |
| 2005年 | 【塑膠寄居蟹】                  | 動物影展                                            | 獲邀 |
| 2005年 | 【修補生命的翅膀】              | 動物影展                                            | 獲邀 |
| 2005年 | 【望安，生命的歸途】            | 動物影展                                            | 獲邀 |
| 2005年 | 【雨林絕響】                    | 動物影展                                            | 獲邀 |
| 2005年 | 【野生動物救援系列】            | 宜蘭綠色影展                                        | 獲邀 |
| 2006年 | 【德國生態建築之旅】            | 第五屆卓越新聞獎 電視類國際新聞報導獎               | 獲獎 |
| 2006年 | 【農漁驗證 誰來保證】           | 2006行政院消費者權益報導獎                          | 入圍 |
| 2006年 | 【阿石伯的蓮花田】              | 第十五回東京地球環境映像祭                          | 入圍 |
| 2006年 | 【塑膠寄居蟹】                  | 第二屆台灣國際兒童電視影展 台灣電視節目獎           | 入圍 |
| 2006年 | 【塑膠寄居蟹】                  | 2006國家生態電影節-「有影秀台灣」                   | 獲邀 |
| 2006年 | 【塑膠寄居蟹】                  | 關渡自然公園「洗眼睛‧觀野趣生態影展」               | 獲邀 |
| 2006年 | 【自然裝置藝術】                | 關渡自然公園「洗眼睛‧觀野趣生態影展」               | 獲邀 |
| 2006年 | 【發現台灣黑熊(上下)】          | 2006國家生態電影節-「有影秀台灣」                   | 獲邀 |
| 2006年 | 【漁季不再來】                  | 2006國家生態電影節-「有影秀台灣」                   | 獲邀 |
| 2006年 | 【阿寶的心願】                  | 2006國家生態電影節-「有影秀台灣」                   | 獲邀 |
| 2006年 | 【阿瑪斯的真相】                | 2006國家生態電影節-「有影秀台灣」                   | 獲邀 |
| 2006年 | 【台灣咖啡的前世今生】          | 九十五年度重複曝光 台灣紀錄片系列                   | 獲選 |
| 2006年 | 我們的島 節目                   | 電視金鐘獎 文教資訊節目獎                           | 入圍 |
| 2008年 | 【老榕樹生病了】                | 第三屆台灣國際兒童電視影展 台灣電視節目獎           | 入圍 |
| 2008年 | 【阿石伯的蓮花田】              | 九十七年度重複曝光 台灣紀錄片系列                   | 獲選 |
| 2008年 | 【藝術在我家】                  | 九十七年度重複曝光 台灣紀錄片系列                   | 獲選 |
| 2008年 | 【前進南極】                    | 宜蘭綠色影展                                        | 獲邀 |
| 2009年 | 【農村生存遊戲系列報導】        | 第八屆卓越新聞獎 曾虛白先生公共服務報導獎           | 獲獎 |
| 2009年 | 【邁向西雅圖-生態城市系列報導】 | 第八屆卓越新聞獎 國際新聞節目獎                     | 入圍 |
| 2010年 | 【水的難題系列報導】            | 第九屆卓越新聞獎 專題新聞獎                         | 獲獎 |
| 2010年 | 【山上的果核夢】                | 99年度社會光明面新聞報導獎 電視新聞類               | 獲獎 |
| 2010年 | 【擺渡淡水河】                  | 2010亞洲電視獎                                      | 入圍 |
| 2010年 | 【擺渡淡水河】                  | 2010波士尼亞影展                                    | 入圍 |
| 2010年 | 【擺渡淡水河】                  | 2011美國紐約電視展                                  | 入圍 |
| 2010年 | 【擺渡淡水河】                  | 2010美國蒙大拿影展嘉勉                              | 獲獎 |
| 2011年 | 【今晚跟你說石化】              | 第十屆卓越新聞獎暨曾虛白先生公共服務報導獎          | 入圍 |
| 2011年 | 【爐碴風暴】                    | 第十屆卓越新聞獎 專題新聞獎                         | 入圍 |
| 2011年 | 【擺渡淡水河】                  | 第19屆日本東京環境映像獎                            | 獲獎 |
| 2011年 | 【擺渡淡水河】                  | EARTH VISION最佳影片                                | 獲選 |
| 2011年 | 【擺渡淡水河】                  | 德國綠色影展                                        | 入選 |
| 2012年 | 【野蠻遊戲】                    | 第十一屆 卓越新聞獎暨曾虛白先生公共服務報導獎       | 入圍 |
| 2012年 | 【絆長路】                      | 第十一屆 卓越新聞獎 國際新聞報導獎                  | 入圍 |
| 2012年 | 【呼吸的風險PM2.5】             | 第十一屆 卓越新聞獎 專題新聞獎                      | 入圍 |
| 2013年 | 【尋找美麗灣系列報導】          | 第27屆 吳舜文新聞獎電視新聞即時報導獎               | 獲獎 |
| 2013年 | 【尋找美麗灣系列報導】          | 第12屆 卓越新聞獎電視即時新聞獎                     | 入圍 |
| 2013年 | 【好房子的退燒指南】            | 2013年 台達能源與氣候特別獎                         | 入圍 |
| 2014年 | 【丹麥的承諾與挑戰系列報導】    | 第40屆台達能源與氣候特別獎新聞媒體組 電視類         | 獲獎 |
| 2014年 | 【地震帶上的核電廠系列報導】    | 第13屆卓越新聞獎調查報導類                          | 入圍 |
| 2014年 | 【能源時代系列報導】            | 第13屆卓越新聞獎國際新聞報導類                      | 入圍 |
| 2014年 | 【不存在的環評】                | 第40屆曾虛白先生新聞獎公共服務報導獎                | 入圍 |
| 2014年 | 紀錄片【滾滾沙河】              | 第42屆斯洛伐克環境影展(Ekotopfim – Envirofilm) 首獎 | 獲獎 |
| 2014年 | 紀錄片【滾滾沙河】              | 2014 德國綠色影展非競賽單元                         | 入選 |
| 2014年 | 紀錄片【滾滾沙河】              | 第49屆金鐘獎 最佳攝影                               | 入圍 |
| 2014年 | 紀錄片【滾滾沙河】              | 2014 亞洲電視獎 最佳自然歷史生態節目、最佳攝影獎    | 入圍 |
| 2015年 | 我們的島 節目                   | 卓越新聞獎 社會公器獎                               | 獲獎 |
| 2015年 | 【煙燻的健康】系列報導          | 第14屆卓越新聞獎電視類專題新聞獎                    | 獲獎 |
| 2015年 | 【高鐵「陷」況】系列報導        | 第14屆卓越新聞獎電視類專題新聞獎                    | 入圍 |
| 2015年 | 【煙燻的健康】系列報導          | 第29屆吳舜文新聞獎電視類專題新聞獎                  | 入圍 |
| 2015年 | 【省下一座核電廠系列報導】      | 2015年台達能源與氣候特別獎                          | 入圍 |
| 2016年 | 【氣候懸崖上的台灣】            | 2016年台達能源與氣候特別獎                          | 入圍 |
| 2016年 | 【越南 魚之死】                 | 第15屆卓越新聞獎電視類國際新聞報導獎                | 入圍 |
| 2017年 | 【尋找秋天的聲音】              | 2017宜蘭國際綠色影                                  | 入圍 |
| 2017年 | 【宜蘭人爭青天】                | 2017宜蘭國際綠色影                                  | 入圍 |
| 2017年 | 【到溪裡種田】                  | 2017宜蘭國際綠色影 綠色臺灣優選                     | 獲獎 |
| 2017年 | 【為海龜找生路】                | 2017宜蘭國際綠色影展 綠色台灣評審團大獎             | 獲獎 |
| 2017年 | 【邁向能源自主】系列報導        | 2017年台達能源與氣候特別獎                          | 入圍 |
| 2017年 | 【核食能安？】                  | 第16屆卓越新聞獎 電視類國際新聞報導獎               | 入圍 |
| 2017年 | 【礦下家園】系列報導            | 第16屆卓越新聞獎 電視類深度報導獎                   | 入圍 |
| 2017年 | 【礦下家園】系列報導            | 第43屆曾虛白先生新聞獎 公共服務報導獎               | 入圍 |
| 2018年 | 【為海龜找生路】                | 日本GREEN IMAGE國際環境映像祭 GREEN IMAGE Award     | 獲獎 |

## 外部連結
- 我們的島 （页面存档备份，存于）
- 我們的島  PeoPo 公民新聞 （页面存档备份，存于）
- 我們的島的Facebook專頁
- YouTube上的我們的島頻道

我們的島相關專題網站：
- 穿梭島嶼時光機_我們的島20周年 （页面存档备份，存于）
- 藻礁有事嗎？ （页面存档备份，存于）

| 臺灣 公視主頻 每週一22:00-23:00 | 臺灣 公視主頻 每週一22:00-23:00  | 臺灣 公視主頻 每週一22:00-23:00 |
| ------------------------------- | -------------------------------- | ------------------------------- |
|                                 | 我們的島 （1998年11月1日－至今） |                                 |
| —                               | —                                |                                 |